# Longthorpe Tower
Longthorpe Tower er et middelalderligt beboelsestårn fra 1300-tallet i landsbyen Longthorpe omkring 3 km vest for Peterborough i Cambridgeshire i England. Det er berømt for sine velbevarede freskoer.

## Historie
I begyndelsen af 1300-tallet opførte Robert Thorpe tårnet som en udvidelse af en befæstet herregård.
Thorpe havde tjent sine penge i den lokale Peterborough Abbey, og tårnet har muligvis været et statussymbol for ham. Tårnet har tre etager, og stueetagen var oprindeligt beboelse for Thorpe.
Tårnet er bedst kendt for sine velbevarede vægmalerier fra omkring år 1330. Malerierne viser religiøse, sekulære og moralske emner, og kvaliteten er meget høj for provinsarbejder. De blev kalket over omkring reformationen, men blev genopdaget i 1940'erne. Historikeren Clive Rouse mener, at "der ikke findes sammenlignelige komplette malerier fra et så tidligt tidspunkt i England".
Ejendommen ejes af English Heritage og er en listed building af første grad og et Scheduled monument (fredet bygning).